# Aloma Wright
Aloma Wright (Nueva York, 10 de marzo de 1950) es una actriz estadounidense.

## Biografía
Es conocida por sus papeles como Laverne Roberts en la serie de comedia NBC / ABC Scrubs (2001-2009), como Maxine Landis en la serie dramática diurna NBC Days of Our Lives (1970-1971; 2008-2015), como Mildred Clemons en la serie dramática ABC Private Practice (2011-2013) y Gretchen Bodinski en la serie dramática USA Network Suits (2015-2019). 

## Filmografía
- Days of Our Lives - serie de TV (1970; 2008-2010)
- Scrubs - serie de TV (2001-2009)
- Private Practice - serie de TV (2011-2013)
- Suits - serie de TV (2015-2019)
- After, After, After - serie de TV (2020)